# Heuqueville (Sena Marítimo)
Heuqueville é uma comuna francesa na região administrativa da Normandia, no departamento de Sena Marítimo. Estende-se por uma área de 5,05 km². Em 2010 a comuna tinha 726 habitantes (densidade: 143,8 hab./km²).